# اجخره
اجخره (به عربی: إجخرة) یک منطقهٔ مسکونی در لیبی است که در استان واحات واقع شده‌است. اجخره ۴٬۱۱۷ نفر جمعیت دارد.